# 阿爾弗斯通山
阿爾弗斯通山（英語：Mount Alverstone）是北美洲的山峰，位於美國阿拉斯加州和加拿大育空接壤的邊境，距離哈伯德山3公里，屬於聖埃利亞斯山脈的一部分，海拔高度4,420米。

## 外部連結
- Mount Alverstone on Topozone （页面存档备份，存于）

1. ↑  . . United States Geological Survey.   [2014-04-06].